# Pokrzywianka (dopływ Świśliny)
Pokrzywianka – rzeka w Górach Świętokrzyskich, prawy dopływ Świśliny w zlewni rzeki Kamiennej. Jej źródła znajdują się na północnych stokach Łysogór, powyżej miejscowości Wola Szczygiełkowa. Po minięciu wsi przyjmuje swój pierwszy dopływ, potok Dworski Stok a zaraz potem drugi, Pokrzywnicę. Płynąc dalej w kierunku wschodnim, na wysokości wsi Jeziorko, przyjmuje dopływ Rynny Potok, przepływa pod drogą wojewódzką nr 751 a następnie przyjmuje swój pierwszy lewy dopływ, potok Czarną Wodę. W miejscowości Serwis zmienia kierunek na północny, przepływa pod drogą wojewódzką nr 756, przyjmuje swój największy dopływ, Słupiankę, mija miejscowość Rudki i płynie w kierunku północno-wschodnim. Utrzymując kierunek mija kolejno miejscowości Cząstków i Pokrzywianka, po czym przyjmuje, Dobruchnę i ponownie zmienia kierunek na północny. Przepływa pomiędzy wsiami Włochy i Skały, a po minięciu miejscowości Pokrzywnica zaczyna rozszerzać swoje koryto, wskutek wybudowania tamy na rzece Świślinie i powstania zalewu Wióry. Do zalewu Wióry uchodzi na wysokości miejscowości Szeligi.
Główne dopływy Pokrzywianki to: Czarna Woda, Słupianka i Dobruchna.